# Spamhaus
The Spamhaus Project是一个位于安道尔的国际组织，由史蒂夫·林福德于1998年创立，旨在跟踪垃圾邮件发送者和与垃圾邮件相关的活动。其名称“spamhaus”是一个由林福德创造的伪德语词，指的是发垃圾邮件的互联网服务提供商或其他公司。

## 反垃圾邮件名单
Spamhaus制作了多个广泛使用的反垃圾邮件名单。许多互联网服务提供商和电子邮件服务器使用这些名单来减少其用户的垃圾邮件数。
其名单有DNS黑名单和白名单两种，它们作为免费的公共服务提供给互联网上的低容量邮件服务器运营商，大网站则需要使用基于rsync的Datafeed Service。